# بيير موريل
بيير موريل (بالفرنسية: Pierre Morel)‏ هو مصور سينمائي ومخرج فرنسي، ولد في 12 مايو 1964 في فرنسا.

## مسار وظيفي
بعد أن أمضى سنواته التكوينية في مدرسة السينما، ظهر موريل لأول مرة في عام 2000 كعامل تصوير مع أول فيلم لريتشارد بيري بعنوان فن الإغواء (الدقيق).
في العام التالي، بدأ حياته المهنية كمصور سينمائي، حيث عمل مع مخرجين مثل لويس ليترير، وكوري يوين، ونانسي مايرز، وأليك كيشيشيان، ولوك بيسون، وفيليب أتويل. في الوقت نفسه، أخرج فيلمه الأول District 13 في عام 2004، تلاه فيلم Taken في عام 2008 و From Paris with Love 2010.
تم إرفاق موريل مع تكيف باراماونت المخطط لكتاب فرانك هربرت الكثيب لكنه ترك المشروع قبل إلغاؤه. في عام 2015، أخرج فيلم الحركة The Gunman بطولة شون بن وخافيير بارديم وإدريس إلبا.
في نفمبر 2021 ,أصدرت دولة الإمارات العربية المتحدة مقطعًا دعائيًا رسميًا لفيلم حرب لبيير موريل بعنوان الكمين. تركزت قصة الفيلم ذو الميزانية الكبيرة على الأحداث الحقيقية وتصور كفاح ومحنة الجنود الإماراتيين. ومع ذلك، تعرض المقطع الدعائي لانتقادات واسعة النطاق من نشطاء حقوق الإنسان والمحللين. استنكر الكثيرون حقيقة افتقار المقطورة من التفاصيل حول سوء المعاملة و جرائم الحرب المزعومة من قبل الإمارات وغيرها من الوكلاء في الحروب اليمنية. وصف البعض الفيلم بـ «الدعاية» لإخفاء الاعتقالات التعسفية والاختفاء القسري في سجون سرية تسيطر عليها القوات المدعومة بالإمارات في اليمن.

## وصلات خارجية
- بيير موريل على موقع IMDb (الإنجليزية)
- بيير موريل على موقع ألو سيني (الفرنسية)
- بيير موريل على موقع أول موفي (الإنجليزية)
- بيير موريل على موقع بوكس أوفيس موجو (الإنجليزية)
- بيير موريل على موقع قاعدة بيانات الأفلام السويدية (السويدية)
- بيير موريل على موقع قاعدة بيانات الفيلم (الإنجليزية)
- بيير موريل على موقع كينوبويسك (الروسية)